# AMX-13
AMX-13 är en fransk lätt stridsvagn från 1950-talet. Den var för sin tid en tekniskt avancerad konstruktion med oscillerande torn och automatladdad kanon.

## Historia
AMX-13 började konstrueras redan 1946 som en lätt stridsvagn som skulle kunna flygtransporteras för att understödja luftlandsättningar. Den första prototypen var färdig 1948 och serieproduktionen påbörjades 1952. År 1960 flyttades produktionen från Atelier de Construction d'issy-les-Molineaux till Creusot-Loire där den fortgick ända in på 1980-talet. Totalt tillverkades 7 700 vagnar i olika varianter.
AMX-13 har exporterats till ett flertal länder. Den var påtänkt för köp till Sverige, men ansågs vara för klent bepansrad och Strv 81 Centurion valdes istället. AMX-13 har uppgraderats flera gånger, och är fortfarande i tjänst i till exempel Singapores armé.

## Konstruktion
AMX-13 har ett så kallat ”oscillerande torn” vilket innebär att tornet består av två delar; den undre delen är monterad i en tornkrans (även kallad vagga) i chassit och kan rotera 360°. Den övre delen sitter fast i tornkransen via tappar som även agerar tiltpunkt och kan tippas 6° framåt och 13° bakåt. Kanonen är fast monterad i den övre delen vilket medför att den kunde förses med automatladdare. Automatladdaren består av två revolvermagasin för sex skott vardera på vardera sidan om laddtråget med mekanisk laddstake. Det gör att skytten kan välja mellan två olika ammunitionstyper, till exempel pansarspränggranater eller spränggranater. Revolvermagasinen laddades om genom två luckor i tornets tak, vilket gjorde att besättningen var tvungen att öppna vagnen för att ladda om magasinen.
De första vagnarna var bestyckade med en 75 mm-kanon baserad på den tyska 7,5 cm KwK 42 från de Panther-stridsvagnar som användes av Frankrikes armé efter andra världskriget. Den byttes ut mot en grövre 90 mm-kanon med lägre utgångshastighet så snart man insåg att pansarspränggranater var effektivare än pansargranater. De förstnämnda har riktad sprängverkan vars effektivitet beror på laddningens storlek medan de sistnämnda förlitar sig på kinetisk energi och därmed kräver hög utgångshastighet. För exportkunder fanns också en 105 mm-kanon som alternativ.

## Varianter

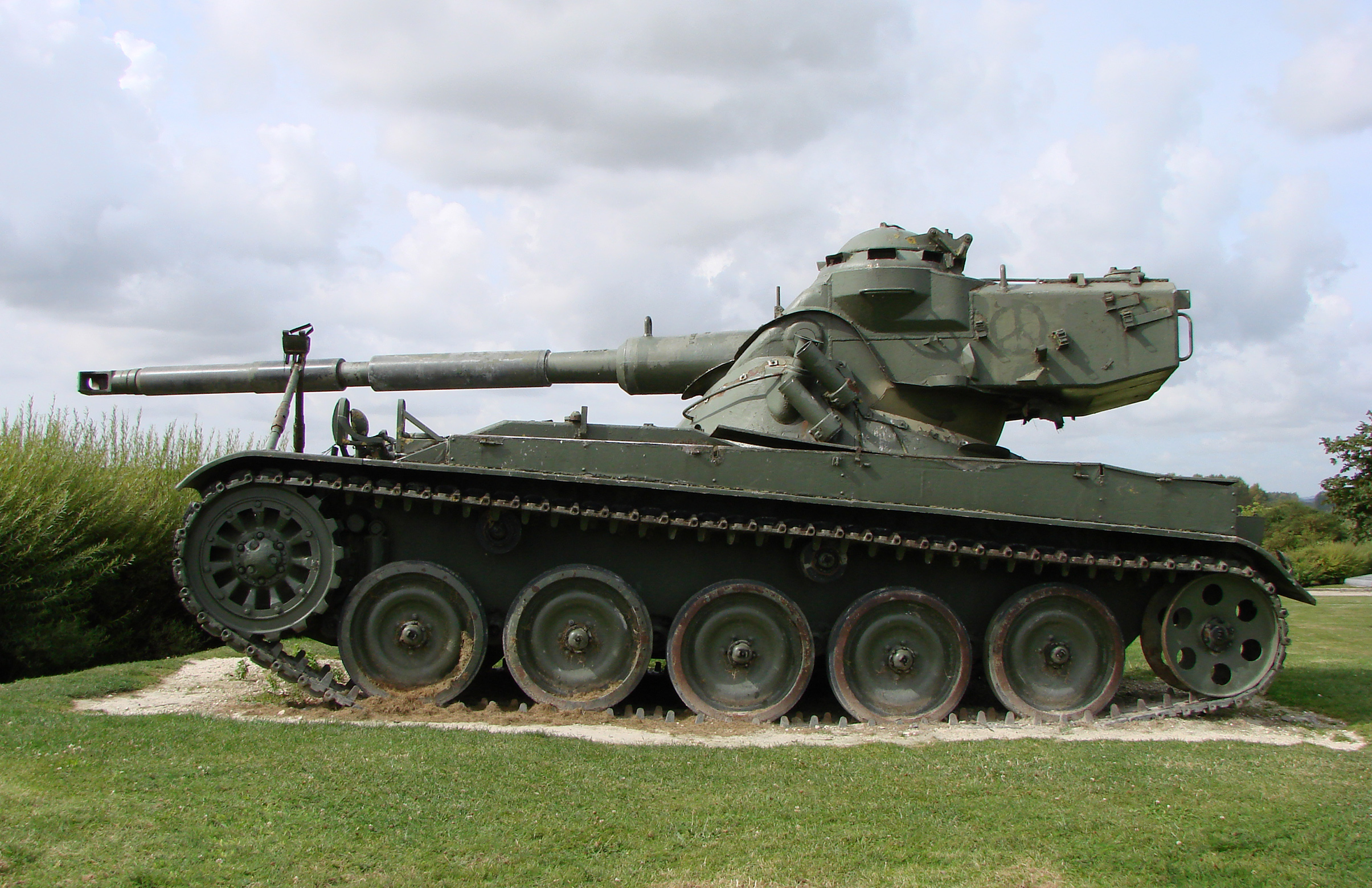
En fransk AMX-13-90 vid stridsvagnsmuseet vid Chemin des Dames i Aisne.

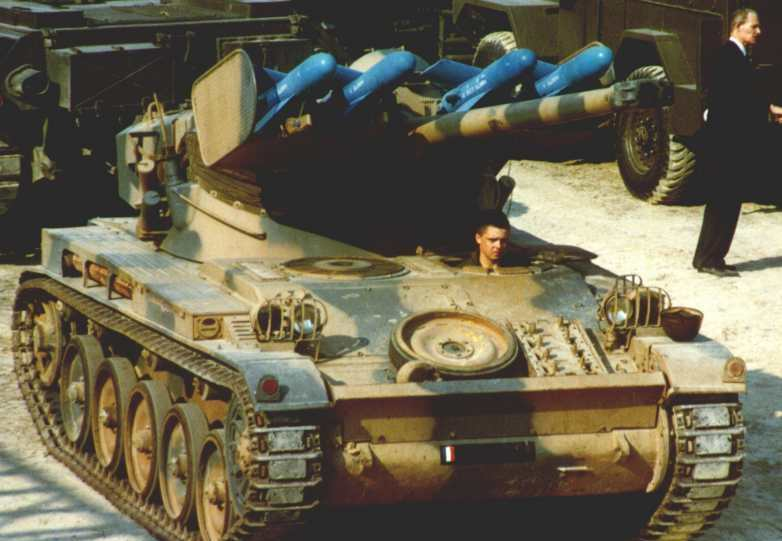
AMX-13 T75 med fyra stycken Nord SS.11-robotar.

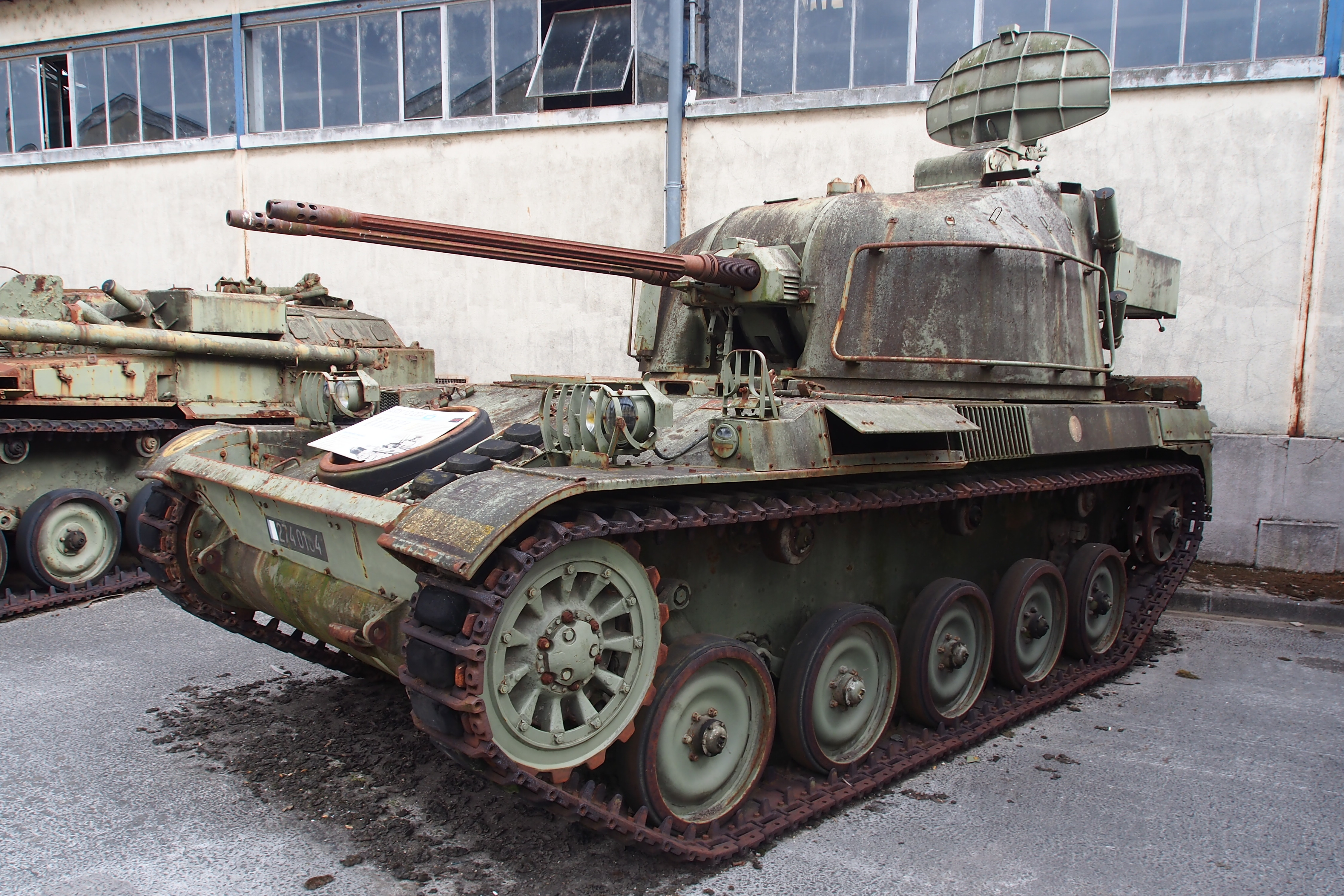
AMX-13 DCA (Défense Contre Avions) luftvärnskanonvagn.

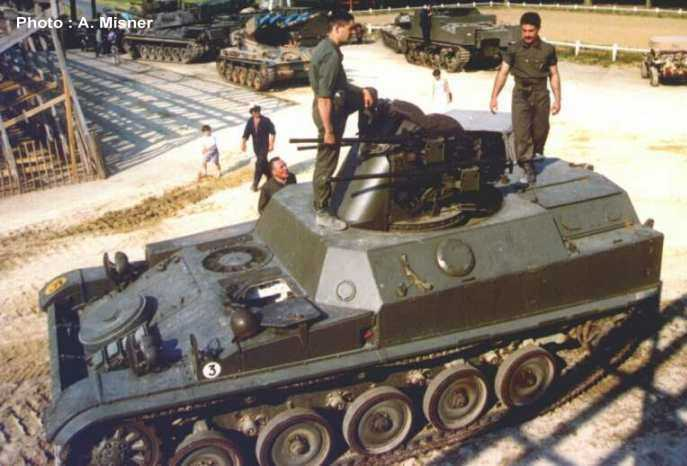
AMX VTT DCA

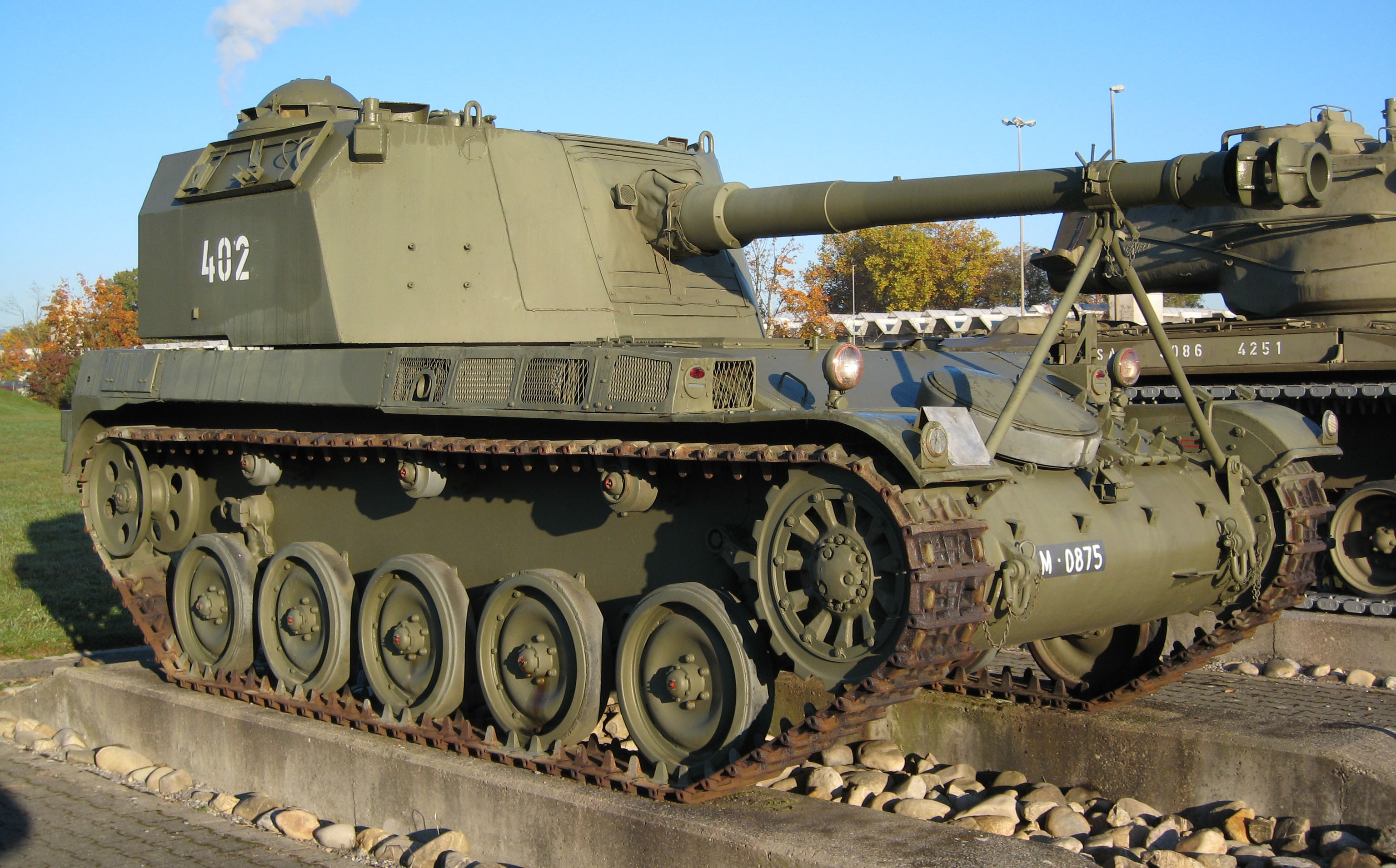
AMX Mk 62 (AMX-105B), även kallad 10,5 cm Selbstfahrhaubitze AMX 13 10,5 sf Hb AMX

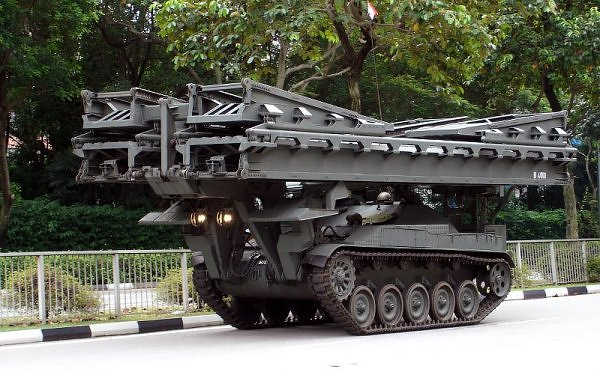
AMX-13 PDP (Poseur De Pont) Broläggningsbandvagn.

AMX-13 har tillverkats i ett otal varianter. Inte bara stridsvagnar utan även andra typer av fordon baserade på samma chassi.

### Lätta stridsvagnar
Listade efter kanonkaliber följt av år.
- AMX-12T – Char AMX, 12 tonnes – AMX-13 koncept från 1946. Hade annorlunda torn och inget tomgångshjul. Byggdes inte i denna konfiguration men vidareutvecklades till AMX-13.
- AMX-13-M24 – Char AMX, 13 tonnes, avec tourelle M24 Chaffee – Ett fåtal förproduktionsvagnar med tornet från gamla M24 Chaffee stridsvagnar. Dessa fick senare kanonen bortmonterad och användes för övningskörning.
- AMX-13-FL10 – Char AMX, 13 tonnes, avec tourelle FL-10 – Första produktionsserien, hade 75 mm SA49 kanon utan automatladdare i ett FL-11 torn, samma oscillerande torn som i pansarbilen Panhard EBR. Hade 2 stycken övre bandhjul.
- AMX-13-75 Mle 51 – Char AMX, 13 tonnes, canon de 75 mm, Modèle 1951 – Standardvariant av AMX-13 med FL-10 torn och 75 mm SA50 L/57 kanon. Har 4 stycken övre bandhjul.
- LPz 51 – Leichter Panzer 51 – AMX-13-75 Mle 51 producerad på licens i Schweiz.
- AMX-13 T75 – AMX-13-75 Mle 51 försedd med lavetter för fyra stycken Nord SS.11 pansarvärnsrobotar.
- AMX-13 HOT 1976 – AMX-13-75 Mle 51 försedd med lavetter för 8 stycken HOT pansarvärnsrobotar. Minst en byggd 1976.
- AMX-13 HOT 1978 – AMX-13-75 Mle 51 försedd med lavetter för 6 stycken HOT pansarvärnsrobotar. Minst en byggd 1978.
- AMX-13SM1 – AMX-13 Singapore Modernised 1 – Moderniserad version av de singaporianska vagnarna med ny dieselmotor, laseravståndsmätare och mörkersikte.
- AMX-13-90 – Char AMX, 13 tonnes, canon de 90 mm –  Variant baserad på AMX-13-75 Mle 51 som försetts med 90 mm CN90 F3-kanon. Kanonen sköt primärt fenstabiliserade pansarspränggranater.
- AMX-13-90 LRF – AMX-13-90 försedd med laseravståndsmätare.
- AMX-13-90 C90 – Venezuelanska AMX-13-75 Mle 51 uppgraderade 1989 med 90 mm kanon.
- AMX-13-90 C90 "moderniserad" – Venezuelansk AMX-13 C90 uppgraderad med ny motor, extra skydd och pansarvärnsrobotar på tornet.
- AMX-13-ACL2 – Char AMX, 13 tonnes, avec tourelle ACL-2 – AMX-13 beväpnad med en 105 mm Howitzer i ett ACL-2 torn utan automatladdare. En prototyp byggd 1952.
- AMX-13-105 Mle 58 – Char AMX, 13 tonnes, canon de 105 mm, Modèle 1958 – Exportversion med 105 mm CN-105-57 kanon i ett FL-12 torn. Användes av Argentina och Nederländerna.
- AMX-13 FL-12 – Nederländska AMX-13-105 Mle 58. Uppgraderades under sin tjänst med laseravståndsmätare, termoskydd för eldröret, strålkastare och FN MAG kulsprutor.
- AMX-13 FL-15 – Nederländska AMX-13 FL-12 uppgraderad med FL-15 torn under börjna av 1980-talet.
- AMX-13-105 Mle 83 – Char AMX, 13 tonnes, canon de 105 mm, Modèle 1983 – 1983 uppgraderades en AMX-13-105 Mle 58 med FL-15 torn, samt ny optik, laseravståndsmätare, ny växellåda och ny upphängning. Bara en prototyp byggd.
- AMX-13-105 Mle 87 – Char AMX, 13 tonnes, canon de 105 mm, Modèle 1987 – Förslag från 1987 på en uppgraderad variant av AMX-13-105 Mle 58. Vagnen skulle ha mer pansar, ny dieselmotor, nytt eldledningssystem, ny växellåda och gashydraulisk upphängning. Okänt ifall varianten byggdes i någon form.

### Luftvärnskanonvagnar
- AMX-13 DCA 40 (AB 380) – Luftvärnskanonvagn med en 40 mm mle51 t1 (Bofors L/70) automatkanon. En prototyp kallad AB 380 byggd. Projektet startades 1951 av den franska armen och skulle vara en AMX-13 beväpnad med en 40 mm automatkanon i ett öppet luftvärnstorn. Tornet konstruerades av SAMM (Societé d'Applications des Machines Motrices SA). Prototypen byggdes mellan 1952 och 1954. Tester gjordes till 1955 då den franska armen ville ha en luftvärnskanonvagn med 2 stycken 30 mm kanoner i ett slutet torn. SAMM gjorde privata tester fram tills 1957.
- AMX-13 DCA – Luftvärnskanonvagn från 1956 med två stycken 30 mm HSS 831A automatkanoner och eldledningsradar. Prototypen hade ingen radar. 60 stycken byggda.
- AMX VCI VDAA – Luftvärnskanonvagn baserad på en AMX-VCI, beväpnad med ett TA-20 luftvärnstorn med två stycken 20 mm Oerlikon automatkanoner. En prototyp byggd.
- AMX VTT DCA – Luftvärnskanonvagn baserad på en AMX-VTT, beväpnad med 4 stycken 12,7 mm M2HB Browning kulsprutor i ett öppet torn/lavett liknande det på en M16 MGMC. Ett fordon byggt.
- Oerlikon-Bührle AG 20 mm Vierlings-Flabpanzer – Schweizisk luftvärnskanonvagn prototyp. Beväpnad med fyra stycken 20 mm Oerlikon automatkanoner och eldledningsradar. En prototyp byggd och uppvisad i en offentlig parad 1959.
- AMX-13M51 – Venezuelansk luftvärnskanonvagn med två stycken 40 mm Bofors L/60 automatkanoner. Vagnarna är gamla AMX-13 uppgraderade med torn från gamla M42 Duster placerade på en ny tornrigg monterad över tornringen för det gamla kanontornet.

### Eldrörsartillerivagnar
- AMX 105 AM 50 – Bandkanonvagn baserad på AMX-13 med en 105 mm haubits monterad i en kasematt. Dess fulla namn är AMX-13 Obusier de 105 mm automoteur Modèle 1950.
- AMX Mk 61 (AMX-105A) – Export variant av AMX 105 AM 50. Exporterades till Nederländerna, dess nederländska namn är AMX-PRA (Pantser rups artillerie).
- AMX Mk 62 (AMX-105B) – Prototyp med 105 mm Haubitzen i ett torn. 4 byggda och köpta av Schweiz för tester. Kallades "10,5 cm Selbstfahrhaubitze AMX-13 10,5 sf Hb AMX" av schweizarna. Antogs inte i tjänst.
- AMX Mk 63 (AMX-105B, AMX Mk F2) – Prototyp av AMX Mk 62 med en roterande kupol med en kulspruta i.
- Mk F3 155mm – Bandkanonvagn med en 155 mm haubits i öppet montage.
- AMX-D30 EP "Vulcano" – Planerad bandkanonvagn med 122 mm haubits. Plan av Perus armé att konvertera deras gamla AMX-13 vagnar till självgående artilleripjäser genom att montera gamla ryska 122 mm 2A18 (D-30) haubitsar i öppna torn med begränsad vridning där det gamla kanontornet stått.[1]

### Raketartillerivagnar
- LAR-160 – Venezuelanskt raketartilleri monterat på ett AMX-13 chassi. Vagnen har inget namn utan kallas för LAR-160 som är själva namnet för vapensystemet. Vagnen har 26 raketrör som håller varsin 120 mm sprängraket.

### Pansarskyttefordon
- AMX-VTP – Ursprunglig Pansarskyttebandvagn baserad på AMX-13 med öppet monterad 7,62 mm kulspruta.
- AMX-VTT – AMX-VTP med kulsprutan monterad i torn.
- AMX-VCI (Véhicule de Combat d’Infanterie) – Förbättrad version med större torn med en 12,7 mm tung kulspruta eller 20 mm automatkanon.
- AMX-VCPM – Granatkastarbandvagn med en 80 mm eller 120 mm granatkastare.

### Övningsfordon
- AMX-13 DTT – AMX-13 "avec tourelle Chaffee" som fått kanonen bortmonterad för att bli dedikerade övningskörningsfordon.
- "Tornlös" AMX-13 – AMX-13 som fått sitt torn bortmonterat för att bli dedikerade övningskörnings fordon.

### Övriga
- AMX-D – Bärgningsbandvagn.
- AMX-13 PDP – Broläggningsbandvagn.
- AMX-13 VCG – Ingenjörsbandvagn.

## Torn

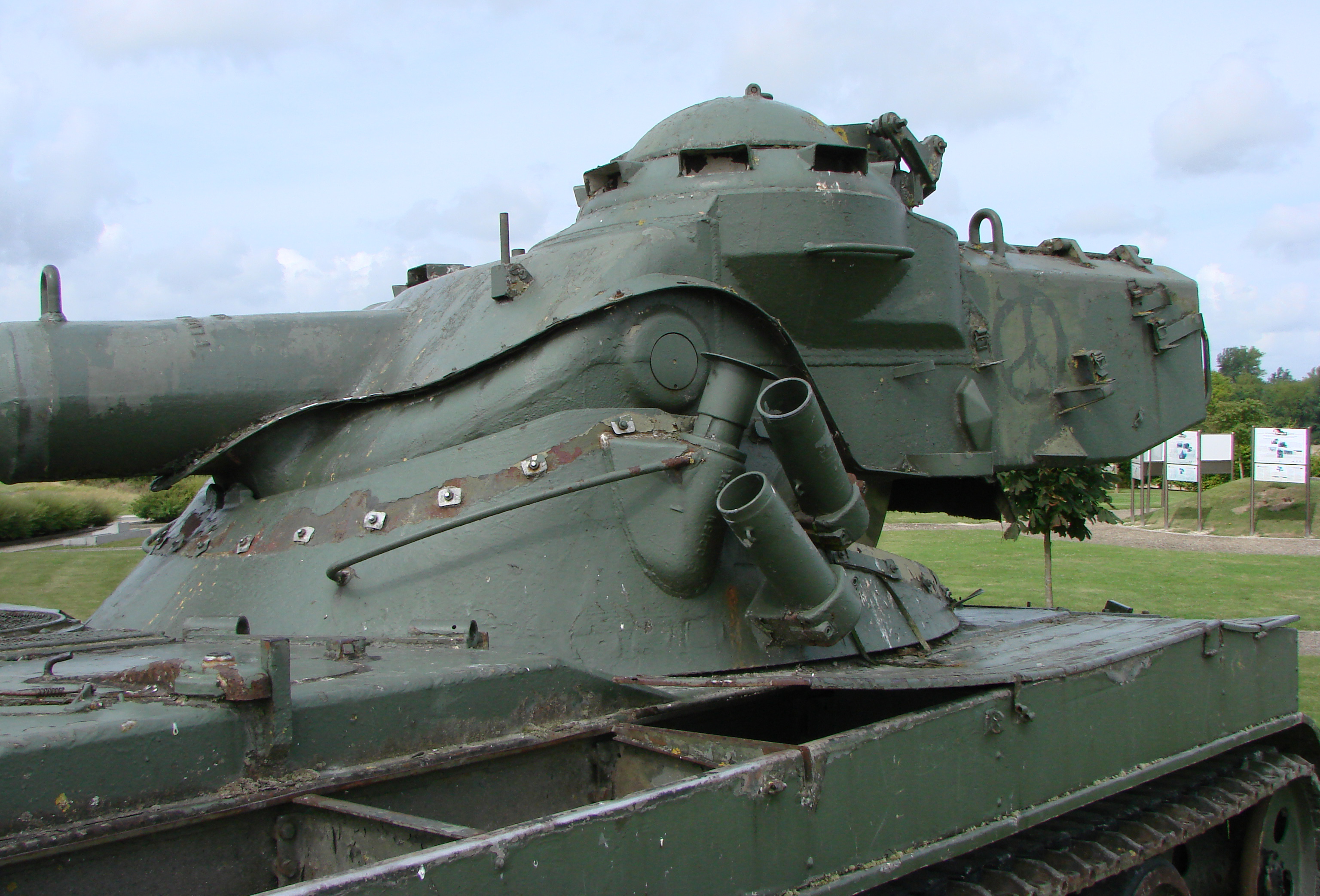
Oscillerande torn av modellen FL-10.

AMX-13 hade flera olika torn byggda för sina olika varianter. Många av dessa torn var av oscillerande typ med det fanns många olika typer av torn för AMX-13.

### Oscillerande torn
- FL-10 – Slutet torn med en automatladdad 75 mm SA50 eller 90 mm CN90 F3 pansarvärnskanon. Automatladdaren har 2 stycken revolver magasin med 6 patroner var. (12 patroner totalt) Höjning och dumpning av kanonen ligger mellan +13 och -6 grader. Pansaret är 40 mm tjockt på fronten, 20 mm på sidorna, 20 mm på baken och 10 mm på taket. Tornet designades för användning på AMX-13 men kom att användas på flera andra fordon. De monterades på franska Panhard EBR pansarbilar 1954 och på gamla franska M24 Chaffee stridsvagnar. De monterades även på gamla M4A1 och M4A4 Sherman stridsvagnar som Frankrike exporterade till Egypten. Dessa brukar kallas M4A1 och M4A4 tourelle FL-10. Vagnchefens kupol har åtta stycken periskop och skytten har två. 75 mm SA50-kanonen skjuter primärt pansarprojektiler medan 90 mm CN90 F3-kanonen primärt skjuter pansarspränggranater.
- FL-11 – Slutet torn med en manuellt laddad 75 mm SA49 kanon. Höjning och dumpning av kanonen ligger mellan +13 och -6 grader. Pansaret är 40 mm tjockt på fronten, 20 mm på sidorna, 20 mm på baken och 10 mm på taket. Tornet designades för användning på AMX-13 och Panhard EBR. Tornet är unikt eftersom det är ett oscillerande torn som inte har en automatladdare. Kanonen är en kort 75 mm SA49 kanon som primärt skulle skjuta spränggranater. Tornet ska ha testats med den längre SA50 kanonen som användes på FL-10 tornet och en okänd kort 75 mm haubits på AMX-13.
- FL-12 – Slutet torn med en automatladdad 105 mm CN-105-57 pansarvärnskanon. Automatladdaren har 2 stycken revolver magasin med 6 patroner var. (12 patroner totalt) Höjning och dumpning av kanonen ligger mellan +12 och -8 grader. Pansaret är 40 mm tjockt på fronten, 20 mm på sidorna, 20 mm på baken och 10 mm på taket. Tornet designades för användning på en export variant av AMX-13 med 105 mm kanon. Tornet är en uppdaterad version av FL-10 tornet för att kunna använda den stora 105 mm CN-105-57 kanonen. Tornet har med tiden kommit att användas på andra fordon som österrikiska SK-105 Kürassier och schweiziska MOWAG Shark prototypen. 105 mm CN-105-57 kanonen är slätborrad och skjuter samma projektiler som 105 mm CN105 F1 kanonen som används i AMX-30 fast med mindre hylsor. Projektiltyperna är: pilprojektil, spårljuspansarspränggranat, spränggranat, rökgranat, lysgranat, övningspansarspränggranat och övningsspränggranat.
- FL-15 – Slutet torn med en automatladdad 105 mm CN-105-57 kanon. Automatladdaren har 2 stycken revolver magasin med 6 patroner var. (12 patroner totalt) Höjning och dumpning av kanonen ligger mellan +12 och -8 grader. Pansaret är 40 mm tjockt på fronten, 20 mm på sidorna, 20 mm på baken och 10 mm på taket. Tornet är en uppdaterad version av FL-12 tornet och har ny optik. Vagnchefens kupol har sju M554 periskop och ett par OB-44 mörkerkikare. Skytten har två stycken M556 periskop.

### Konventionella torn
- M24 Chaffee torn – Slutet torn med en manuellt laddad 75 mm M6 kanon. Höjning och dumpning av kanonen ligger mellan +15 och -10 grader. Pansaret är 38 mm tjockt på fronten, 25,4 mm på sidorna, 25,4 mm på baken, 12,7 mm på taket och vagnchefens kupol har 38 mm tjockt pansar. Tornet som bara var tänkt att användas på M24 Chaffee kom att användas på förproduktionsvagnarna av AMX-13 då FL-10 och FL-11 tornen inte var färdigutvecklade vid tidpunkten för konstruktionen av förproduktionsvagnarna.
- ACL2 – Slutet torn med en manuellt laddad 105 mm haubits. Höjning och dumpning av kanonen ligger mellan +13 och -6 grader. Pansaret är 40 mm tjockt på fronten, 20 mm på sidorna, 20 mm på baken och 20 mm på taket. Tornet är ganska unikt bland AMX-13 torn då tornet är helgjutet till skillnad från till exempel de oscillerande tornen FL-10,11,12,15 som är konstruerade av ihopsvetsade pansarplåtar av både gjuten och valsad typ. Tornet designades till en möjlig infanterikanonvagnsvariant av AMX-13. Tornet testades på en AMX-13 år 1952 och kom att kallas AMX-13-105. Detta var ett tag innan den senare AMX-13-105 Mle 58 konstruerades och brukar därför kallas AMX-13-105 ACL2 på grund av sitt torn. Tornet var mycket trångt vilket ledde till problem med laddning av kanonen då tornet bara kunde hysa två män. Vagnchefen och skytten fick samarbeta med att ladda kanonen vilket störde deras andra uppgifter. På grund av detta skrotades projektet. Tornet finns bevarat på stridsvagns museet Musée des Blindés i Saumur.

### Luftvärnstorn
- SAMM S 890 – Öppet luftvärnstorn med en 40 mm mle51 t1 (Bofors L/70) automatkanon. Tornet har 9 patronförvaringar med laddramar, med 4 patroner per laddram. Fyra stycken patronförvaringar har 8 laddramar var, två har 7 laddramar var och de resterande tre har 18 laddramar var. Höjning och dumpning av kanonen ligger mellan +85 och -5 grader. Pansaret är 20 mm tjockt på fronten, 20 mm på sidorna, 20 mm på baken med ett par interna 10 mm plattor för att hålla ihop konstruktionen. Tornet designades av SAMM (Societé d'Applications des Machines Motrices SA) för användning på AMX-13 DCA 40. Bara ett torn byggdes och tornet finns bevarat på stridsvagns museet Musée des Blindés i Saumur.
- SAMM S 401A – Slutet luftvärnstorn med två 30 mm Hispano-Suiza HSS-831A automatkanoner. Tornet har 2 bandledare, en för varsin kanon. Höjning och dumpning av kanonen ligger mellan +85 och -5 grader. Pansaret är 30 mm tjockt på fronten, 20 mm på sidorna, 20 mm på baken, 15 mm på taket med 4 mm av strukturellt stål runt om radar systemet bakom tornet. Kanonerna sitter i en roterande trumma med 10 mm pansar som sitter centralt på tornets front. Tornet designades av SAMM för användning på AMX-13 DCA (då kallad AMX-13 DCA 30). Man kom bara att bygga 60 stycken AMX-13 DCA men tornet kom senare att monteras på AMX-30 chassin som AMX-30 DCA som exporterades till Saudiarabien.
- TA-20 – Slutet luftvärnstorn med två 20 mm Oerlikon automatkanoner. Tornet har 2 bandledare, en för varsin kanon. Höjning och dumpning av kanonen ligger mellan +85 och -5 grader. Pansaret är 12 mm tjockt på fronten, 12 mm på sidorna, 12 mm på baken och 8 mm på taket. Tornet designades i Frankrike för VDAA systemet, ett export luftvärnssystem som kan monteras på flera olika militära fordon. Tornet testades under prototypfasen på en AMX VCI.

## Användare
- Argentina
- Chile
- Cypern
- Djibouti
- Dominikanska republiken
- Ecuador
- Elfenbenskusten
- Frankrike
- Indien
- Indonesien
- Israel
- Kambodja
- Libanon
- Marocko
- Mexiko
- Nederländerna
- Peru
- Singapore
- Schweiz
- Venezuela

### Webbkällor
- ”AMX-13”. Svensk Pansarhistorisk förening. 6 september 2009. Arkiverad från originalet den 14 augusti 2010. https://web.archive.org/web/20100814192746/http://www.sphf.se/Axvall/AMX13.htm. Läst 31 december 2011.
- ”AMX-13” (på engelska). Army Guide. http://www.army-guide.com/eng/product1390.html. Läst 31 december 2011.
- David.B (12 november 2014). ”AMX-13”. Tank Encyclopedia. Arkiverad från originalet den 9 maj 2018. https://web.archive.org/web/20180509225306/http://www.tanks-encyclopedia.com/coldwar/France/AMX-13.php.
- ”The French AMX-13 Tank”. TankNutDave & Co. Arkiverad från originalet den 28 april 2018. https://web.archive.org/web/20180428052613/http://tanknutdave.com/the-french-amx-13-tank/.
- http://www.tanks-encyclopedia.com/coldwar/France/AMX-13-DCA/
- http://www.tanks-encyclopedia.com/coldwar/France/AMX-VCI.php
- https://web.archive.org/web/20111112204012/http://strangernn.livejournal.com/373501.html
- https://twitter.com/fhswman/status/852109416962736128
- ”SAMM S 980 torn” (på engelska). Google böcker. https://books.google.se/books?id=-o3PBQAAQBAJ&pg=PA214&lpg=PA214&dq=SAMM+S+980+turret&source=bl&ots=dlJ-UiW-eL&sig=STcQrf6OOv5KYsqe88zcxNma2E8&hl=sv&sa=X&ved=0ahUKEwielfbY2u3aAhWzZpoKHVLHAEYQ6AEIQjAG#v=onepage&q=SAMM%20S%20980%20turret&f=false. Läst 5 maj 2018.
- https://web.archive.org/web/20180507183354/https://thearmoredpatrol.com/2016/01/05/tap-special-4-amx-13-dca-canon-de-40mm/
- Swedish tanks part 27: Strv m/42-57 alt A.2. ritastatusreport.live
- https://web.archive.org/web/20181220074827/http://weaponsystems.net/weaponsystem/EE03%20-%20VDAA.html